# Otto Steen Due
Otto Steen Due (født 3. maj 1939 i København, død 16. januar 2008 i Skejby) var klassisk filolog, dr.phil. (1974) og professor i latin og græsk ved Aarhus Universitet (1973-2000). Med en række oversættelser af klassiske tekster som Ovids Metamorfoser, Vergils Æneide, Homers Iliade og Odyssé placerede Otto Steen Due sig som en af de væsentligste fornyere og formidlere af antikkens litteratur.
Due var født i København som søn af en overingeniør ved Statsbanerne, men voksede op i Struer under besættelsen, og i 1957 tog han studentereksamen fra Århus Katedralskole, blev cand.mag. i 1964 og dr.phil. i 1974, men allerede i 1973 overtog han sin læremester Franz Blatts professorat og efterfulgte også denne som redaktør af tidsskriftet Classica et mediaevalia.
I perioden 1989 til 1995 var Otto Steen Due direktør for Det Danske Institut for Videnskab og Kunst i Rom. Han modtog Christian Wilster-Prisen (1991), Klassikerprisen (2002) og Otto Gelsted-prisen (2003) og Dansk Oversætterforbunds ærespris (2003).
Otto Steen Due blev i 1964 gift med Bodil Due (født Henriksen), senere lektor, dr.phil. og dekan ved Aarhus Universitet.
Den 16. januar 2008 døde Due 68 år gammel efter en operation.

## Publikationer

### Doktorafhandling
- Changing forms: Studies in the metamorphoses of Ovid. Gyldendal 1974.

### Oversættelser
- Terents, Brødrene. Adelphoe. Gyldendal 1960, 2. udgave, Museum Tusculanum 1986.
- Menander, Den bidske bonde. Gyldendal 1961.
- Terents, Eunukken. Museum Tusculanum 1982.
- Aischines, Borgerret og prostitution: to anklagetaler fra det klassiske Athen. Museum Tusculanum 1983, 2. udgave 2003.
- Terents, Phormio. Museum Tusculanum 1984.
- Terents, Selvplageren. Museum Tusculanum 1989.
- Ovid, Forvandlinger. Centrum Forlag 1989.
- Vergil, Aeneide. Centrum forlag 1996.
- Homer, Iliaden + Ledsager. Gyldendal 1999.
- Homer, Odysseen + Ledsager. Gyldendal 2003.
- Homer, Hymne til Hermes. Gyldendal 2003.
- Sofokles, Antigone. Aarhus Universitetsforlag 2004.
- Homer, Hymne til Apollon. Gyldendal 2004.
- Ovid, Metamorfoser + Ledsager. Gyldendal 2005.
- Homer, Hymne til Demeter. Gyldendal 2005.
- Ovid, Eskapader. Gyldendal 2005.
- Ovid, Elskovskunst. Håndbog i hor. Gyldendal 2006.
- Vergil, Aeneide + Ledsager. Gyldendal 2007.
- Aischylos, Orestien. Aarhus Universitetsforlag 2007.